# 498 (číslo)
Čtyři sta devadesát osm je přirozené číslo. Následuje po čísle čtyři sta devadesát sedm a předchází číslu čtyři sta devadesát devět. Římskými číslicemi se zapisuje CDXCVIII a řeckými číslicemi υϟη.

## Matematika
498 je:
- Abundantní číslo
- Složené číslo
- Nešťastné číslo

## Astronomie
- (498) Tokio je planetka hlavního pásu, kterou objevil v roce 1902 Auguste Charlois

## Roky
- 498
- 498 př. n. l.